# 阿力得尔苏木
阿力得尔苏木，是中华人民共和国内蒙古自治区兴安盟科尔沁右翼前旗下辖的一个乡镇级行政单位（苏木）。

## 行政区划
阿力得尔苏木下辖以下地区：
海力森嘎查、拉斯嘎嘎查、太平庄嘎查、杨家屯嘎查、敖包嘎查、光明嘎查、西合力木嘎查、混都冷嘎查、赛音嘎查、沙布台嘎查、翁胡拉嘎查、树木沟村、红光村、新立村、永安村、双发村、复兴村、大窝堡村和兴隆村。